# Зличане

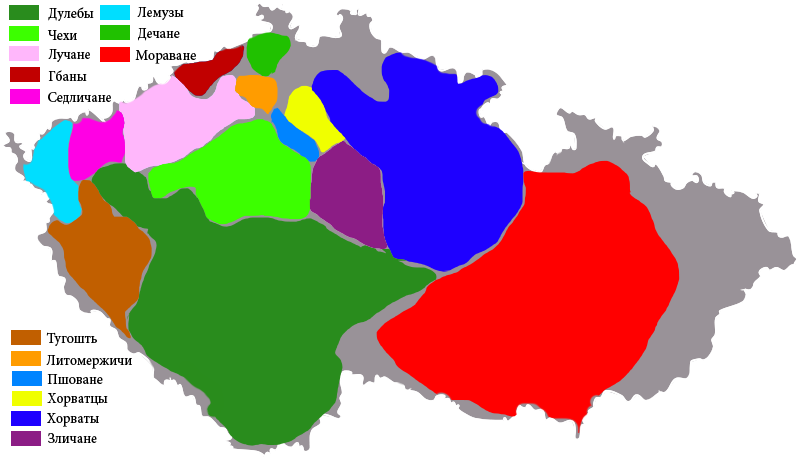
Местоположение средневековых чешских племён в границах современного государства Чехия. Ареал зличан обозначен фиолетовым цветом

Злича́не (чеш. Zličane, пол. Zliczanie) — одно из древнечешских племён. Заселяло территорию, прилегающую к современному г. Коуржим (Чехия). Послужило центром образования Зличанского княжества, включившему в начале 10 в. Восточную и Южную Чехию и область племени дулебов. Главным городом княжества был Либице. Либицкие князья Славниковичи соперничали с Прагой в борьбе за объединение Чехии. В 995 году зличане были подчинены Пршемысловичами.